# Powiat szubiński
Powiat szubiński – powiat istniejący w latach 1920–1939 oraz 1945–1975, najpierw w II Rzeczypospolitej, a następnie w PRL.

## Historia
Powiat powstał na terenie należącym do niemieckiego powiatu Schubin. Początkowo należał do woj. poznańskiego, 1 kwietnia 1938 został przyłączony do województwa pomorskiego. 26 października 1939 teren powiatu został ponownie włączony do Niemiec pod nazwą powiat Altburgund. W roku 1945 ponownie w granicach Polski. W 1950 przemianowanego na bydgoskie (do 1975). Ostateczny zasięg powiatu obejmował tereny obecnych powiatów nakielskiego i żnińskiego (woj.kujawsko-pomorskie). Jego ośrodkiem administracyjnym był Szubin. Oprócz Szubina na terenie powiatu istniały miasta Barcin, Kcynia i Łabiszyn.
Po reformie administracyjnej w 1975 roku terytorium powiatu pozostało w granicach województwa bydgoskiego. Powiatu nie przywrócono w roku 1999, a sam Szubin włączono do powiatu nakielskiego.
1 sierpnia 1934 r. dokonano nowego podziału powiatu na gminy wiejskie.

## Gminy w 1934
- gmina Barcin
- gmina Królikowo
- gmina Łabiszyn
- gmina Łankowice
- gmina Sipiory
- gmina Samoklęski Małe
- gmina Chomętowo

## Miasta
- Barcin
- Kcynia
- Łabiszyn
- Szubin